# Bob Satterfield
Bob Satterfield (* 9. November 1923 in St. Louis, Missouri; † 1. Juni 1977) war ein US-amerikanischer Boxer, dessen Karriere von 1945 bis 1957 andauerte. 
Satterfield, der nie für den Titel gekämpft hatte, ging in den Ruhestand mit einer Kampfbilanz von 50 Siegen (35 KOs), 25 Niederlagen und 4 Unentschieden im Schwergewicht. Er ist in The Ring Magazine in der Liste der 100 größten Puncher aller Zeiten auf Platz 58. Satterfield war der Chicago City Golden Gloves 147-Pfund-Champion im Jahr 1941.
Satterfield starb im Alter von 53 Jahren an Krebs.